# Максимовка (Молодечненский район)

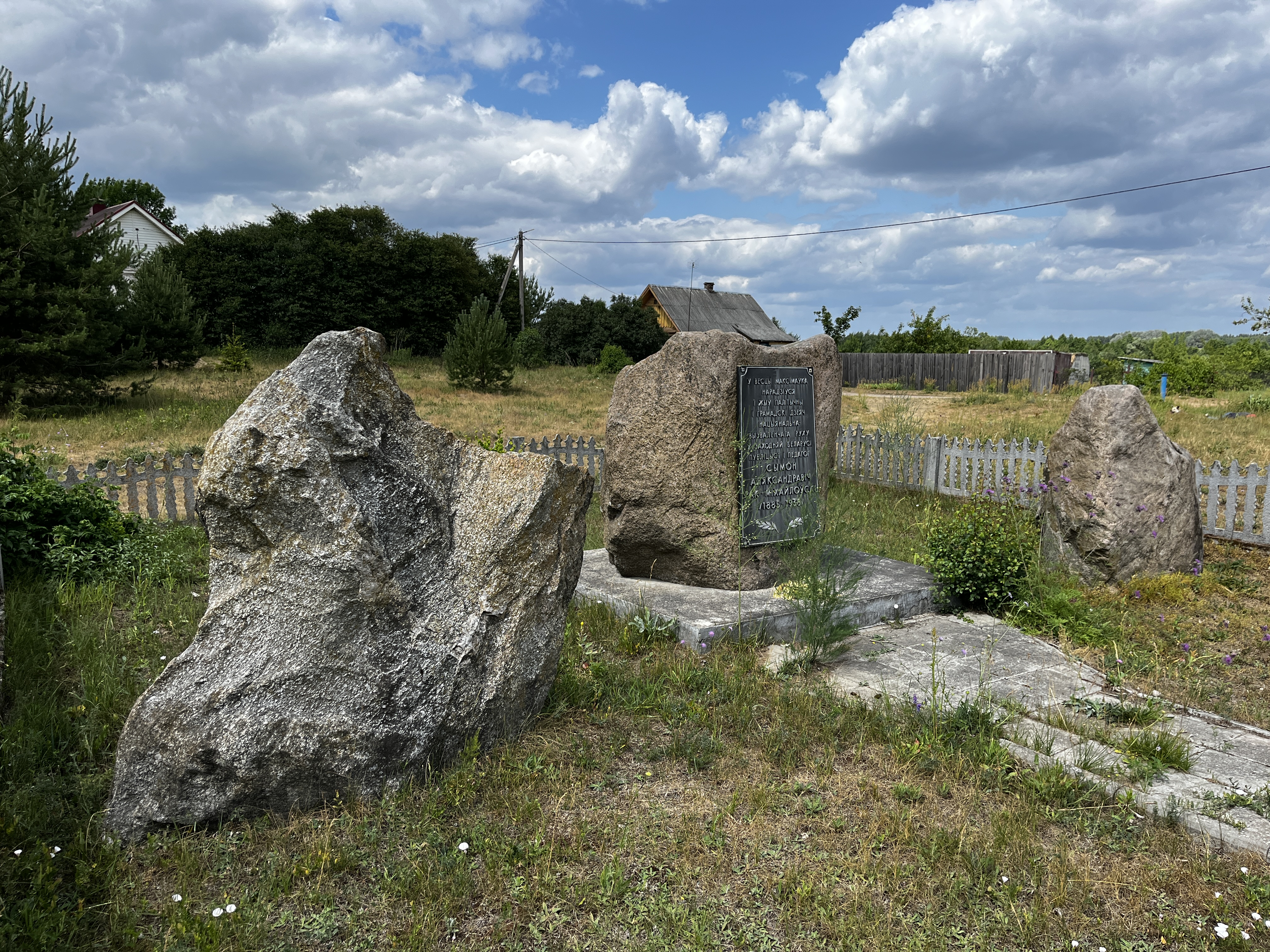
Мемориальный знак в память Симона Рак-Михайловского, установленный в 1982 году

Максимовка (бел. Максі́маўка) — деревня в Молодечненском районе Минской области Беларуси. Входит в состав Радошковичского сельсовета.

## География
В 36 км от города Молодечно и в 50 км от Минска. Ближайшие населённые пункты — Климанты, Удранка. 

## История
До 2013 года деревня входила в состав Граничского сельсовета.

## Население

### Численность
- 2019 год — 2 жителей

### Динамика
- 1999 год — 15 жителей
- 2009 год — 5 жителей
- 2019 год — 2 жителей

## Достопримечательности
В 1982 году в память Симона Рак-Михайловского в центре деревни был установлен мемориальный знак.
В период действия Рижского договора в 1 км от деревни проходила Линия Керзона.